# 尤里·博尔扎科夫斯基
尤里·米哈伊洛维奇·博尔扎科夫斯基（俄語：Юрий Михайлович Борзаковский，1981年4月12日—），出生於莫斯科，俄罗斯男子田径运动员。他曾获得2004年夏季奥林匹克运动会男子800米冠军。